# 654
سنة 654م كانت سنة بسيطة تبدأ يوم الأربعاء (الرابط يظهر نموذج القويم الكامل للسنة) من التقويم اليولياني. بدأت تسمية السنة 654 منذ العصور الوسطى المبكرة، عندما أصبح تقويم أنو دوميني هو الأسلوب السائد في أوروبا لتسمية السنوات.

## أحداث
- نهاية الفتح الإسلامي لفارس في 654 والتي بدأت في 633.

## مواليد
- طاووس بن كيسان

## وفيات
- أبو زمعة البلوي